# Protorthodes rufula
Protorthodes rufula là một loài bướm đêm trong họ Noctuidae.